# Afstorting
Een afstorting is een vorm van massabeweging waarbij een grote hoeveelheid los materiaal onder invloed van de zwaartekracht in hoge snelheid langs een helling omlaag beweegt. Hierbij is geen sprake van een kruipende of stromende vloeibare massa.
Afstortingen komen voornamelijk voor bij zeer steile hellingen waarin verticale scheuren zijn gevormd, zoals een klif aan de kust. Erosie door stromend water of golven kan deze aan de onderzijde ondergraven, waardoor een gedeelte instabiel wordt en omlaag valt.
Het materiaal kan ook in beweging komen door aardbevingen, regenval, plantenwortels of het uitzetten van ijs in scheuren.